# 博伊爾毛鼻鯰
博伊爾毛鼻鯰，為輻鰭魚綱鯰形目毛鼻鯰科的其中一種。分布於南美洲阿根廷淡水流域，體長可達13.3公分。

## 扩展阅读
維基物種上的相關：博伊爾毛鼻鯰